# Tha Eastsidaz
I Tha Eastsidaz sono un gruppo musicale hip hop statunitense originario di Long Beach (California).

## Storia del gruppo
Il gruppo si è formato nel 1998 per iniziativa del rapper Snoop Dogg. Insieme a Dogg i componenti fondatori del gruppo sono stati Tray Deee e Goldie Loc. Dopo aver siglato per la Doggystyle Records con distribuzione TVT, hanno pubblicato l'eponimo album di debutto.
Il secondo album è Duces 'n Trayz. 
Nel 2001 il gruppo appare nel film Baby Boy - Una vita violenta.
Dopo che Tray Deee è stato condannato a 12 anni di prigione per tentato omicidio, nel 2004 il gruppo ha deciso di sciogliersi.
Nell'aprile 2014 Deee è uscito dalla prigione di San Luis Obispo. Il gruppo ha avuto la reunion ufficiale con due concerti tenutisi nello stesso mese a Fresno e Inglewood.

## Formazione
- Snoop Dogg
- Tray Deee
- Goldie Loc

## Discografia
- 2000 - Tha Eastsidaz
- 2001 - Duces 'n Trayz: The Old Fashioned Way
- 2014 - That's My Work Volume 4 (mixtape)